# NSB Type 26
Die Type 26 war eine von der Schweizerischen Lokomotiv- und Maschinenfabrik (SLM) entwickelte universell einsetzbare Dampflokomotivbaureihe der Norges Statsbaner (NSB). Sie wurde von 1910 bis 1924 von verschiedenen Herstellern gebaut und war bis Ende 1970 im Einsatz.
Die Type 26 waren die ersten Vierzylinder-Lokomotiven in Norwegen.

## Geschichte

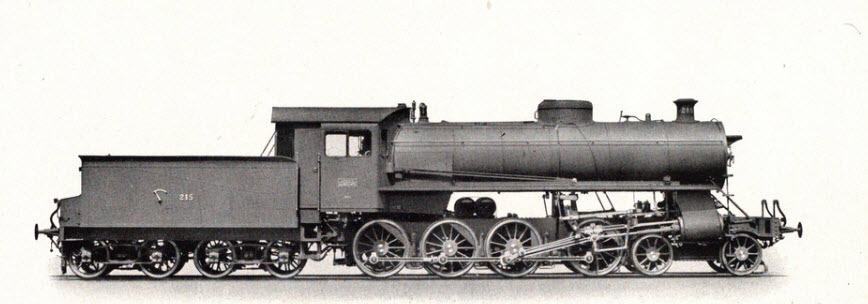
NSB Type 26a Lok Nr. 215, Werksbild SLM

### Type 26a
Die ersten drei Lokomotiven der Serie 26a wurden 1910 von der Schweizerischen Lokomotiv- und Maschinenfabrik (SLM) in Winterthur gebaut. Sie waren für den Einsatz vor den Schnellzügen der Bergenbahn vorgesehen, damit diese ohne Vorspannlokomotiven befördert werden konnten. Die Strecke hatte einen schwachen Oberbau, der nur eine Achslast von 12 t zuließ, was eine große Herausforderung für die Auslegung einer starken Lokomotive war, die trotzdem gleisfreundlich bleiben sollte. Die Lösung war eine Lokomotive mit vier Kuppelradsätzen, um eine leichte Achslast zu erreichen, und einem fast vollständig ausbalancierten Vierzylinder-Triebwerk, das die Kraft gleichmäßig auf die Schienen übertrug.

### Type 26b
Die Lokomotiven der Type 26a waren etwas leichter als erwartet, weshalb die nächsten zwei von Thune in Oslo gebauten Lokomotiven knapp drei Tonnen schwerer gebaut wurden, wodurch eine bessere Traktionsleistung erhofft wurde.

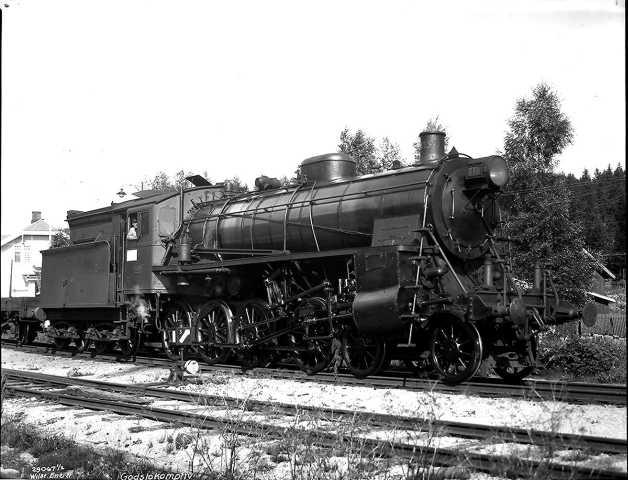
Eine Lok der Type 26c wahrscheinlich in der Station Grua der Gjøvik-Bahn (1926).

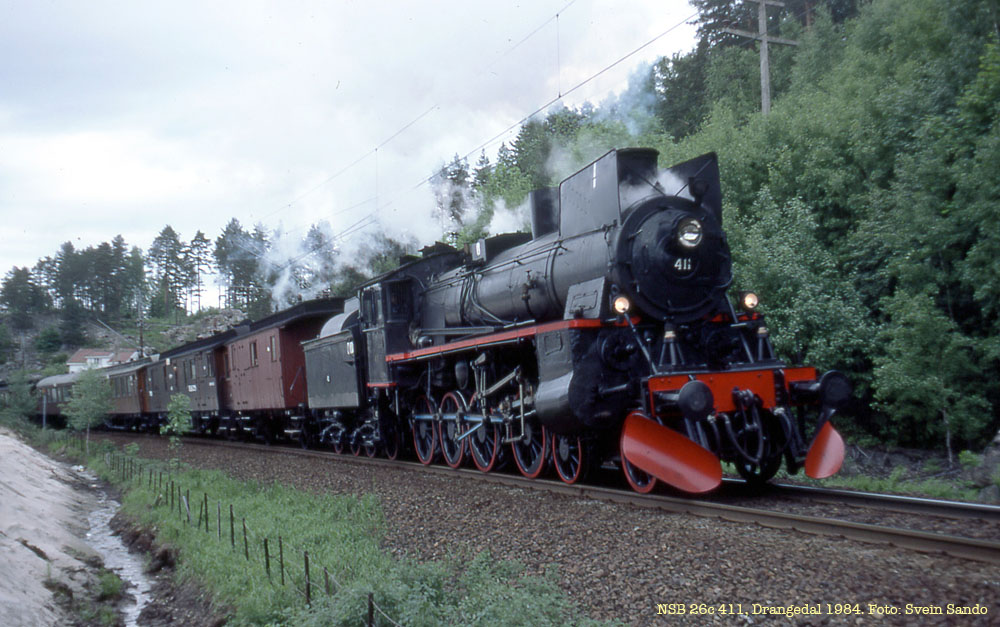
Die vom Norwegischen Eisenbahnklub erhaltene Lokomotive Nr. 411 der Type 26c mit einem Sonderzug bei Drangedal (1984).

### Type 26c
Die beiden Bauserien 26a und 26b hatten Vierlings-Frischdampftriebwerke mit hohem Dampfverbrauch, der einen entsprechend hohen Kohleverbrauch nach sich zog.
Die nächste Serie wurde deshalb als Vierzylinder-Verbundlokomotiven gebaut, als Type 26c bezeichnet, und in drei Exemplaren 1919 ausgeliefert. Diese Bauserie war sehr erfolgreich und wurde über mehrere Jahre (1920: 3, 1922: 4, 1923: 6 und 1924: 1 Stück) nachbeschafft. Hersteller waren Motala Verkstad, Nydqvist och Holm (Nohab), Norsk Maskin Industri (NMI), Hamar Jernstøberi und wiederum SLM.
Ende der 1950er Jahre wurden in Norwegen Versuche mit ölgefeuerten Dampflokomotiven durchgeführt. Die 26c 411 war eine dieser Versuchslokomotiven. Dabei stellte sich heraus, dass die norwegischen Kesselkonstruktionen für die Ölfeuerung nicht geeignet sind, so dass nur sechs Lokomotiven der in Norwegen verbliebenen deutschen 63 a auf Ölfeuerung umgebaut wurden.
Bei diesen Versuchen hatte die Lokomotive 1961 einen neuen Kessel erhalten. Dies war einer der letzten Dampfkessel, der für den Einsatz in Dampflokomotiven in Norwegen gebaut wurde.
1969 war die 411 die letzte Dampflokomotive in Norwegen, die eine volle Hauptuntersuchung bekam.

## Einsatz
Außer für die schnellen Reisezüge ließ sich die Lokomotive vor allen Zuggattungen einsetzen. Mit den kleinen Kuppelrädern waren sie für Gebirgsstrecken geeignet und vermochten dort schwere Güterzüge ziehen.
Obwohl die Loks ursprünglich für die Bergenbahn gebaut waren, wurden sie von dort bereits 1915 abgezogen und durch die gleich aufgebaute, jedoch stärkere Type 31a ersetzt. Diese Ablösung wurde möglich, nachdem die Strecke ausgebaut worden war.
Die Lokomotiven kamen zu den Depots in Hamar, Oslo und Trondheim, einige Maschinen waren in Drammen und weiterhin in Bergen beheimatet. Sie waren hauptsächlich auf der Dovrebahn zwischen Trondheim und Oslo und der Rörosbahn Hamar–Røros–Trondheim eingesetzt sowie auf der Gjövikbahn zwischen Gjøvik und Skøyen anzutreffen, bis diese in den Jahren 1961 bis 1963 elektrifiziert wurde.
1969 war das letzte Jahr mit regulärem Dampfbetrieb bei den NSB. Die Lokomotiven der Type 26 führten noch zwei Güterzugpaare – je eines auf der Rörosbahn und auf der Bahnstrecke Elverum–Kongsvinger. 1970 stand jederzeit eine angefeuerte 26er im Bahnhof Hamar bereit, als Reserve bei Ausfall einer Diesellokomotive auf der Rörosbahn. Die letzten Lokomotiven in diesem Dienst waren die Nr. 216, 411 und 412. Als das Feuer in der 411 am 31. Oktober 1970 erlosch, war dies gleichzeitig das Ende des Dampfbetriebs bei den NSB.

## Erhaltene Lokomotive 26c 411
Die Lokomotive 26 c 411 wurde nach dem Ende des Dampfbetriebs bei den NSB vom Norwegischen Eisenbahnmuseum übernommen und als Leihgabe an den Norwegischen Eisenbahnklub weitergegeben, der sie vorerst in Klöftefoss bei der Kröderbahn hinterstellte.
Nach achtjähriger Standzeit wurde sie in die NSB-Werkstatt Sundland bei Drammen überführt und bis im Frühjahr 1982 wieder in einen betriebsfähigen Zustand aufgearbeitet. Sie führte fortan Sonderzüge auf den meisten Hauptstrecken in Südnorwegen.
Seit dem Herbst 1990 wurde die Lokomotive erneut einer vollständigen Revision unterzogen, die 2017 in Hønefoss vor dem Abschluss steht.